# Колокольцов, Иван Михайлович
Иван Михайлович Колокольцов (1752—1821) – русский вице-адмирал, главный командир Кронштадтского порта, сенатор.

## Биография
Родился в 1752 году. С 11 октября 1764 года воспитывался в Морском кадетском корпусе, который окончил с производством 12 марта 1771 года в мичманы. В 1772 году находился на реке Сирет при заготовке и отправке лесов к флотилии в Измаил; в 1773 году плавал на шхуне «Вечеслав», командовал гальотом № 6 на Дунае; 20 августа 1775 года произведен в лейтенанты.
В 1776 году находился при таганрогском порте и в 1777 году был переведён на Балтийский флот, состоял в Санкт-Петербурге асессором полкового суда.
В 1778 году на корабле «Твердый» перешел из Архангельска в Кронштадт. В 1779 году находился при проводке корабля «Константин» из С.-Петербурга в Кронштадт. В ноябре 1780 года на корабле «Слава России» потерпел кораблекрушение у Тулона. В 1781 году на торговом судне перешёл в Ливорно, откуда на фрегате «Симеон» возвратился в Кронштадт. В 1782 году на корабле «Св. Николай» перешел от Кронштадта к английским берегам. В кампанию 1784 года командуя транспортным судном «Касатка» перешёл из Кронштадта в Ревель.
В 1875 году был в плавании в Балтийском море; 31 декабря 1785 года произведён в капитан-лейтенанты. В 1786—1788 годах командовал фрегатом «Гектор». В начале русско-шведской войны фрегат вместе с командой был захвачен близ Ревеля шведским флотом.
После возвращения из плена в 1790 году был произведён в капитаны 2-го ранга со старшинством с 1 мая 1789 года. В 1790—1791 годах командовал кораблями «Дерись», «Финланд», «Иенуарий», «Принц Карл» и «Св. Александр Невский» при Кронштадтском порте. В 1792—1797 годах командовал кораблем «Пимен» в Немецком море и у британских берегов. 17 декабря 1796 года произведён в капитаны 1-го ранга. В кампанию 1798 года командовал 74-пушечным кораблём «Св. Александр Невский». В кампанию 1799 года командовал 100-пушечным кораблём «Св. Иоанн Креститель» при Кронштадтском порте; 28 ноября 1799 года произведён в капитан-командоры.
14 марта 1801 года произведен в контр-адмиралы. В 1806 году ««за беспорочную службу в офицерских чинах 35-ти лет» награждён орденом Св. Владимира 4-й степени; 26 ноября 1807 года награждён орденом Св. Георгия IV степени; 12 декабря 1807 года произведён в вице-адмиралы с назначением флотским начальником в Кронштадте; 30 октября 1808 года назначен главным командиром Кронштадтского порта. Короткое время, с августа по 6 ноября 1808 года был директором Штурманского училища
8 февраля 1809 года награждён орденом Св. Анны 1-й степени; 4 ноября 1809 года уволен от должности главного командира порта с назначением членом Адмиралтейств-коллегии.
В феврале 1816 года назначен сенатором. Умер 17 (29) ноября 1821 года.

## Семья
Жена — графиня Варвара Александровна Апраксина (1765—1830), дочь графа А. Ф. Апраксина и сестра графа И. А. Апраксина. Родилась 2 (13) ноября 1765 года в Петербурге, крещена 4 ноября 1765 года в церкви Вознесения Господня при Адмиралтейских слободах при восприемстве брата графа Федора Апраксина и графини Александры Борисовны Строгановой. В браке имела дочь Людмилу.